# Первый дивизион чемпионата мира по хоккею с шайбой среди юниорских команд 2016
Чемпионат мира по хоккею с шайбой среди юниорских команд 2016 года во II-м дивизионе — спортивное соревнование по хоккею с шайбой под эгидой ИИХФ, прошедшее с 9 по 15 апреля в Минске (Белоруссия) и с 18 по 24 апреля 2016 года в Азиаго (Италия). По итогам турнира в группе А: команда, занявшая первое место, получила право играть в ТОП-дивизионе чемпионата мира 2016 года, а команда, занявшая последнее место, перешла в группу B. По итогам турнира в группе B: команда, занявшая первое место, вышла в группу А, а команда, занявшая последнее место, перешла в группу А второго дивизиона чемпионата мира 2017 года.

## Участвующие команды
В чемпионате принимали участие 12 национальных команд — одиннадцать из Европы и одна из Азии. Сборная Литвы пришла из второго дивизиона, сборная Германии пришла из ТОП-дивизиона, остальные — с прошлого турнира первого дивизиона.
Группа A
| Сборная   | Квалификация                                                                 |
| --------- | ---------------------------------------------------------------------------- |
| Германия  | Заняла 10-е место в ТОП-дивизионе и вылетела оттуда в 2015 году              |
| Беларусь  | Хозяева, заняла 2-е место в группе А первого дивизиона в прошлом году        |
| Франция   | Заняла 3-е место в группе А первого дивизиона в прошлом году                 |
| Норвегия  | Заняла 4-е место в группе А первого дивизиона в прошлом году                 |
| Казахстан | Заняла 5-е место в группе А первого дивизиона в прошлом году                 |
| Австрия   | Заняла 1-е место в группе B первого дивизиона и поднялась оттуда в 2015 году |

Группа B
| Сборная          | Квалификация                                                                 |
| ---------------- | ---------------------------------------------------------------------------- |
| Венгрия          | Заняла 6-е место в группе А первого дивизиона и вылетела оттуда в 2015 году  |
| Словения         | Заняла 2-е место в группе B первого дивизиона в прошлом году                 |
| Япония           | Заняла 3-е место в группе B первого дивизиона в прошлом году                 |
| Украина          | Заняла 4-е место в группе B первого дивизиона в прошлом году                 |
| Италия           | Хозяева, заняла 5-е место в группе B первого дивизиона в прошлом году        |
| Республика Корея | Заняла 1-е место в группе A второго дивизиона и поднялась оттуда в 2015 году |

## Группа А
|  | Команда, выходящая в ТОП-дивизион чемпионата мира 2017 года                 |
|  | Команда, переходящая в группу B первого дивизиона чемпионата мира 2017 года |

### Таблица
| М | Сборная   | И | В | ВО | ПО | П | ШЗ | ШП | РШ | О  |
| - | --------- | - | - | -- | -- | - | -- | -- | -- | -- |
| 1 | Беларусь  | 5 | 4 | 0  | 0  | 1 | 23 | 15 | +8 | 12 |
| 2 | Германия  | 5 | 3 | 1  | 0  | 1 | 20 | 14 | +6 | 11 |
| 3 | Казахстан | 5 | 2 | 1  | 1  | 1 | 17 | 16 | +1 | 9  |
| 4 | Франция   | 5 | 2 | 0  | 2  | 1 | 18 | 18 | 0  | 6  |
| 5 | Норвегия  | 5 | 1 | 0  | 1  | 3 | 16 | 22 | −6 | 4  |
| 6 | Австрия   | 5 | 1 | 0  | 0  | 4 | 11 | 20 | −9 | 3  |

### Индивидуальные награды
Лучшие игроки по амплуа:
Лучшие игроки в каждой команде по версии тренеров:

## Группа B
|  | Команда, выходящая в группу A первого дивизиона чемпионата мира 2017 года   |
|  | Команда, переходящая в группу A второго дивизиона чемпионата мира 2017 года |

### Таблица
| М | Сборная          | И | В | ВО | ПО | П | ШЗ | ШП | РШ  | О  |
| - | ---------------- | - | - | -- | -- | - | -- | -- | --- | -- |
| 1 | Венгрия          | 5 | 5 | 0  | 0  | 0 | 28 | 11 | +17 | 15 |
| 2 | Япония           | 5 | 4 | 0  | 3  | 1 | 13 | 9  | +4  | 12 |
| 3 | Украина          | 5 | 3 | 0  | 0  | 2 | 17 | 15 | +2  | 9  |
| 4 | Словения         | 5 | 2 | 0  | 0  | 3 | 19 | 17 | +2  | 6  |
| 5 | Италия           | 5 | 1 | 0  | 0  | 4 | 12 | 20 | −8  | 3  |
| 6 | Республика Корея | 5 | 0 | 0  | 0  | 5 | 10 | 27 | −17 | 0  |

### Индивидуальные награды
Лучшие игроки по амплуа:
Лучшие игроки в каждой команде по версии тренеров: